# Cristhian Ocampos
Cristhian David Ocampos Domínguez (Luque, Paraguay; 13 de julio de 1999) es un futbolista paraguayo. Juega de delantero y su equipo actual es el Sportivo Ameliano de la Primera División de Paraguay.

## Trayectoria
Ocampos se inició como jugador en el Club General Díaz, siendo promovido al primer equipo en 2019.
En enero de 2023, firmó en Nacional.
En septiembre de 2023, Ocampos fichó en el Central Córdoba (SdE) de la Primera División de Argentina, junto a su compatriota Juan Patiño.

## Estadísticas
Actualizado al último partido disputado el 26 de enero de 2024.
| Club                            | Div.          | Temporada     | Liga  | Liga  | Copas nacionales | Copas nacionales | Copas internacionales | Copas internacionales | Total | Total |
| Club                            | Div.          | Temporada     | Part. | Goles | Part.            | Goles            | Part.                 | Goles                 | Part. | Goles |
| ------------------------------- | ------------- | ------------- | ----- | ----- | ---------------- | ---------------- | --------------------- | --------------------- | ----- | ----- |
| General Díaz Paraguay           | 1.ª           | 2019          | 5     | 1     | —                | —                | —                     | —                     | 5     | 1     |
| General Díaz Paraguay           | 1.ª           | 2020          | 1     | 0     | —                | —                | —                     | —                     | 1     | 0     |
| General Díaz Paraguay           | Total club    | Total club    | 6     | 1     | 0                | 0                | 0                     | 0                     | 6     | 1     |
| Tacuary Paraguay                | 1.ª           | 2022          | 17    | 2     | —                | —                | —                     | —                     | 17    | 2     |
| Tacuary Paraguay                | Total club    | Total club    | 17    | 2     | 0                | 0                | 0                     | 0                     | 17    | 2     |
| Guaireña Paraguay               | 1.ª           | 2022          | 17    | 3     | —                | —                | —                     | —                     | 17    | 3     |
| Guaireña Paraguay               | Total club    | Total club    | 17    | 3     | 0                | 0                | 0                     | 0                     | 17    | 3     |
| Nacional Asunción Paraguay      | 1.ª           | 2023          | 27    | 8     | 1                | 0                | 4                     | 1                     | 32    | 9     |
| Nacional Asunción Paraguay      | Total club    | Total club    | 27    | 8     | 1                | 0                | 4                     | 1                     | 32    | 9     |
| Central Córdoba (SdE) Argentina | 1.ª           | 2023          | 11    | 1     | —                | —                | —                     | —                     | 11    | 1     |
| Central Córdoba (SdE) Argentina | 1.ª           | 2024          | 1     | 0     | 0                | 0                | —                     | —                     | 1     | 0     |
| Central Córdoba (SdE) Argentina | Total club    | Total club    | 12    | 1     | 0                | 0                | 0                     | 0                     | 12    | 1     |
| Total carrera                   | Total carrera | Total carrera | 79    | 15    | 1                | 0                | 4                     | 1                     | 84    | 16    |